# 431 Nephele
431 Nephele је астероид главног астероидног појаса са пречником од приближно 95,03 km.
Афел астероида је на удаљености од 3,679 астрономских јединица (АЈ) од Сунца, а перихел на 2,596 АЈ.
Ексцентрицитет орбите износи 0,172, инклинација (нагиб) орбите у односу на раван еклиптике 1,827 степени, а орбитални период износи 2030,328 дана (5,558 година).
Апсолутна магнитуда астероида је 8,72 а геометријски албедо 0,063.
Астероид је откривен 18. децембра 1897. године.